# Gustav von Jagow
Gustav Wilhelm von Jagow (* 7. September 1813 in Dallmin; † 1. Februar 1879 in Potsdam) war ein deutscher Verwaltungsjurist, preußischer Beamter und konservativer Politiker. Im Jahr 1862 war er preußischer Innenminister, von 1863 bis 1879 Oberpräsident der Provinz Brandenburg und von 1867 bis zu seinem Tod Mitglied des Reichstages für die Deutschkonservative Partei.

## Leben
Gustav von Jagow war Sohn des preußischen Majors und Rittergutsbesitzers Friedrich Wilhelm August von Jagow (1783–1863) und dessen Ehefrau Agnes Luise Ernestine Karoline von der Schulenburg-Heßler (1789–1853). Der Landrat von Westprignitz Julius von Jagow war sein jüngerer Bruder.
Er studierte Rechtswissenschaften in Berlin und München. Im Jahr 1842 trat er in den preußischen Staatsdienst ein. Zwischen 1846 und 1861 amtierte Jagow als Landrat des Kreises Kreuznach.
Außerdem gehörte Jagow zwischen 1842 und 1852 dem rheinischen Provinziallandtag an. Zwischen 1848 und 1852 war er Mitglied der zweiten Kammer des preußischen Landtages und zwischen 1855 und 1858 des preußischen Abgeordnetenhauses für den Wahlbezirk Kreuznach. Er gehörte der Centrumsfraktion und der Fraktion Arnim an.
1855 erhielt er den Roten Adlerorden IV. Klasse.
Ab 1861 war er für kurze Zeit Polizeipräsident in Breslau. Er kritisierte die liberale Neue Ära und war Gegner der Fortschrittspartei. Nach dem Rücktritt der liberalen Minister des Kabinetts der neuen Ära wurde Jagow neben anderen eher konservativen Ministern im März 1862 zum preußischen Innenminister ernannt. In dieser Funktion versuchte er im Auftrag von Wilhelm I. die durch den preußischen Verfassungskonflikt nötig gewordenen Neuwahlen im Sinne der Regierung zu beeinflussen. Die Fortschrittspartei, gegen die sich die Anweisungen Jagows in erster Linie richteten, protestierte entschieden gegen diese von ihr als unzulässig beurteilte Wahlbeeinflussung. Dies führte dazu, dass die liberale Mehrheit des Abgeordnetenhauses gegenüber Jagow ihr Misstrauen aussprach. König Wilhelm hielt allerdings an seinem Minister fest.
Nach der Ernennung von Otto von Bismarck zum Ministerpräsidenten trat Jagow im Dezember 1862 zurück, weil er dessen nicht verfassungsmäßige Regierung ohne Budget ablehnte. Zwischen 1863 und 1879 amtierte Jagow als Oberpräsident der Provinz Brandenburg und gleichzeitig als Regierungspräsident in Potsdam. Außerdem war er in der Provinz Landtagskommissar. Ab 1867 bis zu seinem Tod gehörte Jagow dem Reichstag an. Er war Mitglied der Fraktion der Konservativen Partei beziehungsweise der Deutschkonservativen Partei. Im konstituierenden Reichstag des Norddeutschen Bundes vertrat er 1867 den Wahlkreis Potsdam 7 (Stadt Potsdam – Ost-Havelland), sonst den Wahlkreis Potsdam 1 (West-Prignitz).
Er starb unverheiratet 1879 in Potsdam.